# 彭定松
彭定松（1951年—2003年10月31日），臺灣苗栗縣公館鄉人，原在臺北市從事水電工程，生大病後回家鄉作竹雕刻家。

## 生平
彭定松生於1951年，水電工程師，有結婚。38歲時，時任台北福華飯店水電空調現場主任的他，因肝腫瘤送入加護病房。當時健康不佳的他多次進出醫院療養，無聊時以美工刀雕刻打發時間。後為養病，彭定松獨自回到故鄉。
彭定松回到公館定居後，有感小兒時的童玩逐漸失傳，便到各地訪談老師傅學習製作童玩。之後，經濟局農林課曾聘請彭定松在大坑竹材環保加工利用班教導竹雕技巧與竹子童玩製作等。
彭定松原是嘗試木雕作創作，因覺得竹子易取得便他改刻竹雕，並藉著他以前從事水電工程的技術，研發雕竹的刀具。在彭定松以雕成蝴蝶蘭的作品參加全國美展入選後，便開始他雕刻職業生涯。他將自己的工作室取名「松月堂」。
1992年5月9日，第一屆民族工藝獎比賽揭曉，由151件推薦作品中甄選19件作品，第一名皆從缺，其中彭定松在雕刻類得到佳作。次年，民族工藝獎比賽在6月30日公布，第一名也從缺，彭定松以竹雕「古幹梅花」得雕刻類佳作。至第五屆在1996年8月3日頒獎時，彭定松同樣佳作。
1996年初，公館五穀宮發生古蹟保護運動。彭定松曾主張維持家鄉的公館五穀宮舊廟，而被主張拆廟的人毆打。
彭定松回憶起初創作不順，在最潦倒時，一位企業家高價購買了他的竹雕作品，還把這件作品送還給他，讓他有繼續創作的力量。1999年，彭定松擔任台北故宮博物院技術室顧問，以仿製歷代竹雕藝品。他也會受邀參加客家文化活動，教人製作客家童玩。葉菊蘭欣賞彭定松立體竹雕，曾帶余政憲、林陵三到公館鄉拜訪。一名家庭主婦徐槿蓉在一次讀書會場合中看到彭定松的作品，因此向他學習竹雕，之後更應邀赴日本參展。
彭定松有長年的肝癌。至52歲、2003年10月他病情加重後，便將竹雕作品請客委會轉捐故宮博物院、上千件童玩也全留給峨嵋生態藝術學院。10月31日凌晨，彭定松病逝台北長庚醫院。家屬依其遺願將遺體捐給慈濟轉贈成功大學醫學院供病理研究。